# 12682 Kawada
12682 Kawada è un asteroide della fascia principale. Scoperto nel 1982, presenta un'orbita caratterizzata da un semiasse maggiore pari a 2,6030118 au e da un'eccentricità di 0,2730701, inclinata di 5,90478° rispetto all'eclittica.
L'asteroide è dedicato allo studioso giapponese Kawada Oukou.